# Néa Pélla
Néa Pélla är en ort i Grekland.   Den ligger i prefekturen Nomós Péllis och regionen Mellersta Makedonien, i den norra delen av landet, 300 km norr om huvudstaden Aten. Néa Pélla ligger 33 meter över havet och antalet invånare är 1 595.
Terrängen runt Néa Pélla är lite kuperad, och sluttar söderut. Runt Néa Pélla är det ganska tätbefolkat, med 70 invånare per kvadratkilometer. Närmaste större samhälle är Giannitsá, 7,7 km väster om Néa Pélla. Trakten runt Néa Pélla består till största delen av jordbruksmark.